# Église Saint-Bonnet de Néronde-sur-Dore
Pour les articles homonymes, voir Église Saint-Bonnet.
L'église Saint-Bonnet est une église catholique située à Néronde-sur-Dore, en France.

## Localisation
L'église est située dans le département français du Puy-de-Dôme, sur la commune de Néronde-sur-Dore.

## Historique
L'édifice est classé au titre des monuments historiques en 1910.